# 슬라타 므슈위야
슬라타 므슈위야(튀니지 아랍어: سلطة مشوية) 또는 므슈위야 샐러드(سلطة+salad)는 튀니지의 구운 채소 샐러드이다. 알제리에서는 비슷한 샐러드가 흐미스(아랍어: حميس)로 알려져 있다.

## 이름
"슬라타 므슈위야"는 튀니지 아랍어 발음이며, 표준 아랍어 발음은 "살라타 마슈위야"이다. "구운 샐러드"라는 뜻이다. "살라타(سلطة)"는 "샐러드"를 뜻하며, "마슈위야(مشوية)"는 "굽다"를 뜻하는 동사 "샤와(شوى)"의 수동 분사인 "마슈위(مشوي)"에 여성형 접사인 "-아(ة)"를 붙인 낱말이다.

## 만들기
토마토, 피망, 고추, 양파, 마늘 등을 구워 만들며, 가지를 넣기도 한다. 채소를 구운 다음, 껍질을 벗기고 다져서 올리브유, 타빌, 참치와 섞은 뒤, 삶은 달걀, 올리브 등을 고명으로 올려 낸다.

## 사진

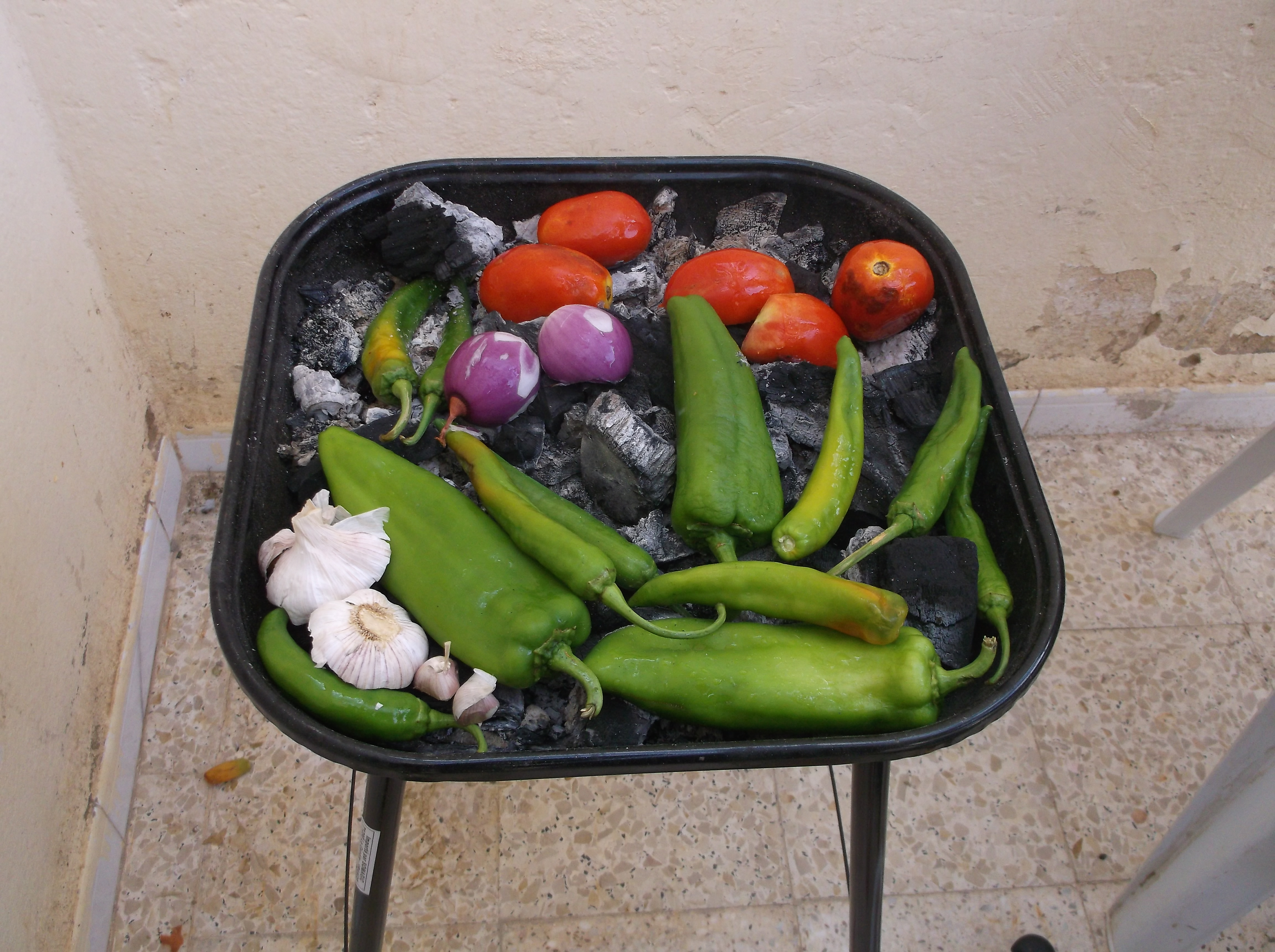
슬라타 므슈위야 준비
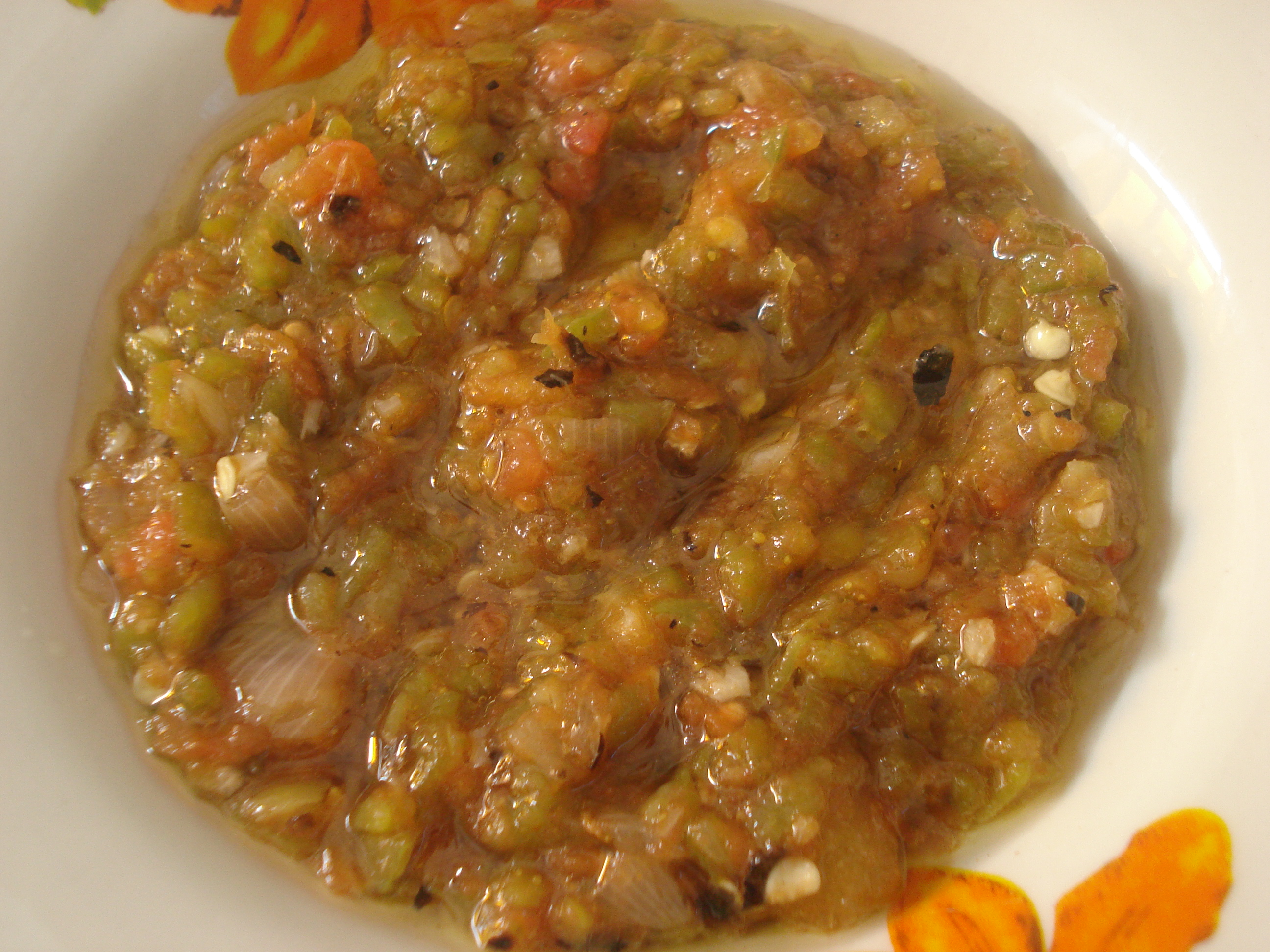
슬라타 므슈위야